# Tour de Vendée 2007
Il Tour de Vendée 2007, trentaseiesima edizione della corsa e valida come evento del circuito UCI Europe Tour 2007 categoria 1.1, si svolse il 1º maggio 2007 per un percorso totale di 206 km. Fu vinta dallo spagnolo Mikel Gaztañaga che giunse al traguardo con il tempo di 4h45'35" alla media di 43,28 km/h.
Partenza con 115 ciclisti, dei quali 81 portarono a termine il percorso.

## Ordine d'arrivo (Top 10)
| Pos. | Corridore        | Squadra         | Tempo    |
| ---- | ---------------- | --------------- | -------- |
| 1    | Mikel Gaztañaga  | Agritubel       | 4h45'35" |
| 2    | Mark Renshaw     | Crédit Agricole | s.t.     |
| 3    | Mathieu Drujon   | Auber 93        | s.t.     |
| 4    | Jaŭhen Hutarovič | Roubaix         | s.t.     |
| 5    | Pierrick Fédrigo | Bouygues Tél.   | s.t.     |
| 6    | Jean-Luc Delpech | Bretagne        | s.t.     |
| 7    | William Bonnet   | Crédit Agricole | s.t.     |
| 8    | Damien Monier    | Cofidis         | s.t.     |
| 9    | Steven Tronet    | Roubaix         | s.t.     |
| 10   | Mickaël Delage   | F. des Jeux     | s.t.     |